# Josep Far i Torrens
Josep Far i Torrens (Santa Maria del Camí, 1782 – Artà, 1820) fou un prevere i vicari perpetu de la parròquia de la vila d'Artà.
Nascut a Santa Maria, a la casa coneguda com  es Colcador de sa Nuvia. Fou col·legial al col·legi de la Sapiència. El 1804 fou elegit rector del col·legi. Ordenat de diaca el 1805 i de prevere el 1806. Fou vicari de la parròquia de Santa Eulàlia i de la de Son Cervera. El 12 de desembre de 1811 fou nomenat vicari perpetu d'Artà.
El contagi de còlera de 1820 va afectar greument les viles de Llevant de Mallorca. A Artà tot sol moriren 1.267 persones. Josep Far morí víctima de l'epidèmia, atenent els malalts, el 17 de juliol de 1820, a l'oratori de la possessió de Carrossa d'Artà. L'ajuntament d'Artà i el de Santa Maria del Camí li dedicaren carrers al seu nom.